# Hernán Palma
Luis Hugo Hernán Palma Pérez (Santiago, 3 de noviembre de 1958) es un médico cirujano y político chileno, miembro fundador del Partido Humanista de Chile. Es diputado por el período 2022-2026, tras resultar electo en las elecciones parlamentarias de Chile de 2021.

## Biografía
Hernán Palma creció en la población San Joaquín, de la comuna de Pedro Aguirre Cerda. Estudió medicina en la Universidad de Chile, titulándose en 1984 como médico cirujano. Se ha capacitado en la rehabilitación de personas, en especial jóvenes con consumo problemático de sustancias. Durante la década de los ochenta, se mudó a Puente Alto, comuna en la que reside desde entonces. Allí fue uno de los miembros fundadores del Partido Humanista, convirtiéndose en amigo de Laura Rodríguez. Realizó trabajo como activista en ollas comunes, pastoral obrera, campamentos, visitando a presos políticos, apoyando a víctimas de DDHH y cooperando en la gestión del plebiscito de 1988.
Posteriormente, ha ejercido su profesión por más de tres décadas, así como también ha participado de una fundación que presta servicio a programas del Sename. Asimismo, postuló al cargo de concejal por Puente Alto como candidato independiente en las elecciones municipales de 1992 y por el Partido Humanista en 1996, 2000 y 2004, sin resultar electo. También postuló a la Cámara de diputados en 1997, sin tampoco resultar electo.

#### Elecciones de 2021
En el año 2021, participó de las elecciones de convencionales constituyentes por el Distrito 12, como candidato único de su lista, no siendo electo. Sin embargo, en las elecciones legislativas de ese mismo año fue electo diputado por el mismo distrito con un 0,24%, junto a sus compañeros de la lista Dignidad Ahora, Pamela Jiles y Mónica Arce. Fue el diputado electo con menos votos en aquella elección.
Tras las elecciones del 2021, el Partido Humanista fue disuelto por no lograr el mínimo de votación necesario. En ese contexto, Hernán Palma fue electo como Secretario General del partido, en una directiva provisoria de 6 meses, cuyo objetivo es lograr la relegalización del partido y liderar un proceso de refundación.Renunció al PH a inicios de 2023.
Asumió el cargo de diputado el 11 de marzo del 2022. Actualmente forma parte de las comisiones permanentes de Derechos Humanos y Pueblos Originarios, y de Salud. Al comienzo del período legislativo se integró a la bancada Comunista, FREVS e independientesEn octubre de 2023 anunció su fichaje por el movimiento Transformar Chile, liderado por el alcalde de Valparaíso, Jorge Sharp, que inició su proceso para constituirse como partido político.

## Historial electoral
| Año  | Tipo                          | Territorio    | Pacto                    | Partido | Votos | %    | Resultado |
| ---- | ----------------------------- | ------------- | ------------------------ | ------- | ----- | ---- | --------- |
| 1992 | Municipales                   | Puente Alto   | Fuera de pacto           | Ind.    | 2 525 | 2.94 | No electo |
| 1996 | Municipales                   | Puente Alto   | Opción Humanista         | PH      | 1 505 | 1.66 | No electo |
| 1997 | Parlamentarias a diputado     | 29.º distrito | Partido Humanista        | PH      | 3 975 | 2.63 | No electo |
| 2000 | Municipales                   | Puente Alto   | Humanistas y Ecologistas | PH      | 834   | 0.79 | No electo |
| 2004 | Municipales a concejal        | Puente Alto   | Juntos Podemos           | PH      | 1 050 | 1.01 | No electo |
| 2021 | Convencionales constituyentes | 12.º distrito | Partido Humanista        | PH      | 4 215 | 1.13 | No electo |
| 2021 | Parlamentarias a diputado     | 12.º distrito | Dignidad Ahora           | PH      | 940   | 0.24 | Diputado  |